# Cosme I de Constantinopla
Cosme I de Constantinopla (em grego: Κοσμάς Α΄ Ιεροσολυμίτης), também chamado de Cosme I de Jerusalém, foi o patriarca grego ortodoxo de Constantinopla entre 2 de agosto de 1075 e 8 de maio de 1081. Originalmente de Antioquia, ele foi educado em Jerusalém, onde morou por grande parte de sua vida, de onde tirou o seu epíteto. É possível que ele tenha sido indicado para o patriarcado diretamente a partir do mosteiro onde estava, em ou nas redondezas de Jerusalém.

## Vida e obras
Cosme coroou o imperador bizantino Nicéforo III Botaniates, ainda que desaprovasse seu casamento com a ex-esposa do imperador anterior, Miguel VII Ducas. Contudo, ele não tomou nenhuma providência além de demover o sacerdote que realizou a cerimônia do casamento. Posteriormente, ele utilizou sua influência para tentar convencê-lo a renunciar conforme sua popularidade declinava e o Império Bizantino entrava num período de instabilidade.
Cosme também coroou Aleixo I Comneno em 1081. Quando o novo imperador tentou repudiar a sua esposa, Irene Ducena, para se casar com a ex-imperatriz Maria de Alânia, Cosme bloqueou com sucesso a manobra, pois ela já tinha se casado por duas vezes antes. Cosme renunciou (ou foi forçado a fazê-lo) logo depois, pois a mãe de Aleixo, Ana Dalassena, não gostava da ligação de Irene com a família Ducas e ressentia essa interferência no imperador. Ela posteriormente pressionou pela renúncia por que desejava colocar seu favorito no trono patriarcal, o que ela acabou conseguindo com a ascensão do pouco educado Eustrácio Garidas. De acordo com Ana Comnena, Cosme renunciou voluntariamente com a condição de que lhe fosse permitido coroar antes a imperatriz Irene, o que ele fez e logo em seguida partiu.
A mais importante ação sinodal tomada por Cosme foi a condenação, em 1076-1077, de certos pontos de vista heréticos defendidos por João Ítalo, um acadêmico ligado à família Ducas. No aspecto geral, acredita-se que a aposentadoria de Cosme marque um período onde, entre Aleixo I e o imperador Manuel I Comneno, a Igreja tenha se movimentado para uma posição de dependência, identificação e subserviência ao estado, revertendo o grande movimento de auto-determinação que marcou o século XI. João Escilitzes (continuatus) descreve em más tintas o patriarca, sugerindo que o imperador o tenha selecionado por sua falta de grandeza. Segundo ele, o imperador chegou a escrever que após a morte do patriarca anterior, Miguel VIII "escolheu outro, não dentre aqueles que estavam no Senado, nem dos que estavam na Grande Igreja, nem dentre quaisquer bizantinos afamados por suas palavras e atos, mas um certo monge Cosme que apareceu da Cidade Sagrada e foi honrado pelo imperador...mesmo sendo sem sabedoria ou gosto...".
Ele foi proclamado santo pela Igreja Ortodoxa, com sua festa sendo celebrada em 2 de janeiro (calendário novo).